# Денисов Микола Віталійович
Мико́ла Віта́лійович Дени́сов (нар. 27 жовтня 1990 — 22 березня 2019) — старший сержант Збройних сил України, учасник російсько-української війни.

## Життєпис
Народився 1990 року в місті Чернігів.
На фронті з 2014 року, доброволець, 13-го батальйону «Чернігів-1», був начальником станції служби зв'язку батальйону. Пройшов бої за Дебальцеве.
З 2015-го проходив службу за контрактом у ВСП; старший сержант, начальник групи охорони та патрульно-постової служби взводу охорони та патрульно-постової служби роти Чернігівського зонального відділу ВСП у ЗС України.
22 березня 2019 року трагічно загинув під час відрядження до військової комендатури міста Костянтинівка.
28 березня 2019-го похований у Чернігові на кладовищі Яцево.
Без Миколи лишились батьки, старший брат і наречена.

## Нагороди та вшанування
- Указом Президента України № 47/2016 від 16 лютого 2016 року «за особисту мужність і самовіддані дії, виявлені у захисті державного суверенітету та територіальної цілісності України, зразкового виконання військового обов'язку» — нагороджений орденом «За мужність» III ступеня (посмертно)[4]